# Jody Patrick
Jody Patrick (Calgary, 14 de junio de 1978) es una deportista canadiense que compitió en bádminton. Ganó una medalla de plata en los Juegos Panamericanos de 2003, en la prueba de dobles mixto.

## Palmarés internacional
| Juegos Panamericanos | Juegos Panamericanos            | Juegos Panamericanos | Juegos Panamericanos |
| Año                  | Lugar                           | Medalla              | Prueba               |
| -------------------- | ------------------------------- | -------------------- | -------------------- |
| 2003                 | Santo Domingo (Rep. Dominicana) | Medalla de plata     | Dobles mixto         |